# Józef Nowak (ziemianin)
Józef Nowak (ur. ok. 1844 w Radomyślu, zm. 1 grudnia 1901 w Olchowcach) – polski ziemianin, właściciel dóbr.

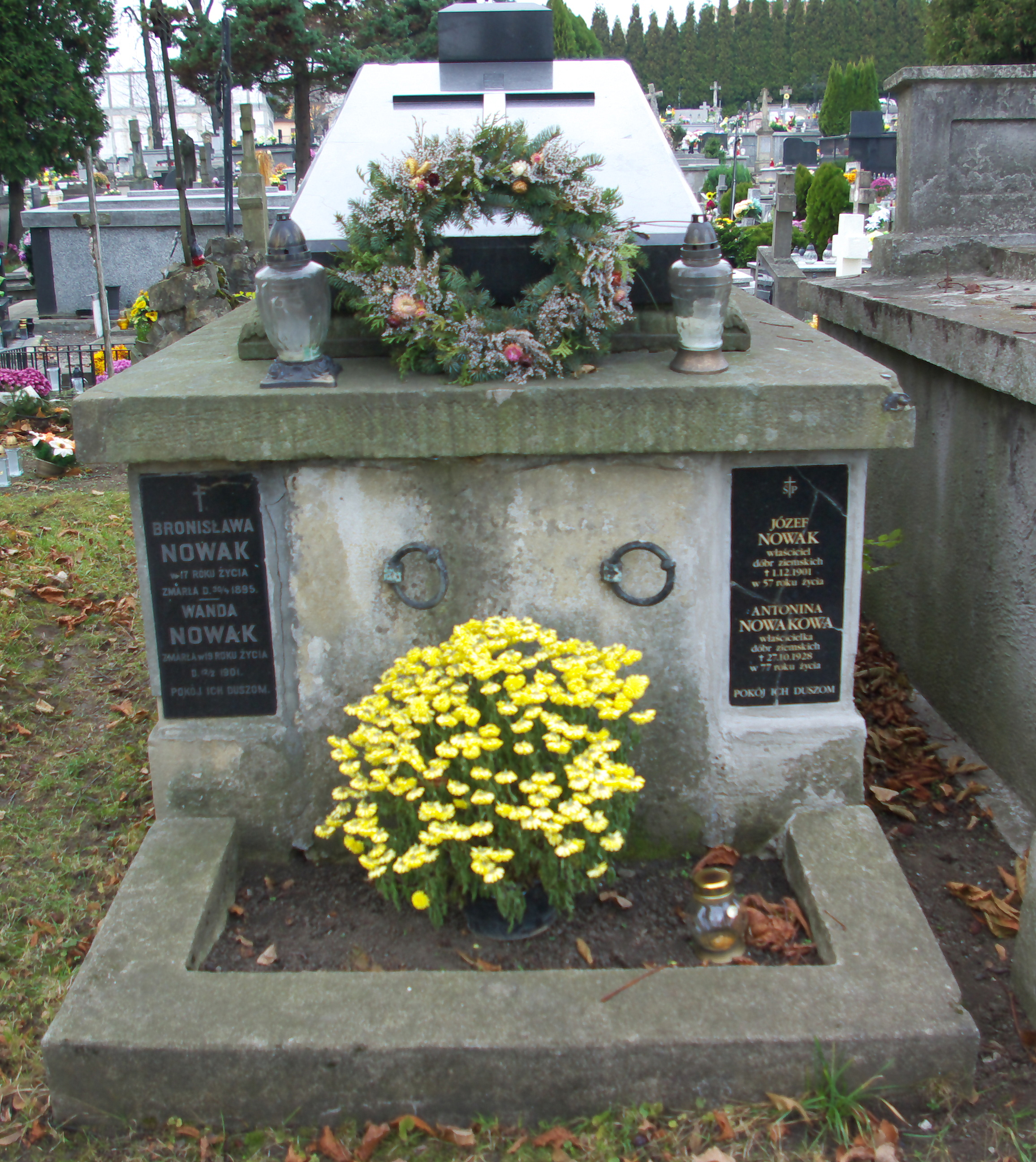
Grobowiec rodziny Nowaków

## Życiorys
Urodził się około 1844 w Radomyślu. Był synem Franciszka.
9 sierpnia 1889 poinformowano, że Józef i Stanisław Nowakowie nabyli dobra w Olchowcach (pod Sanokiem) z przyległościami o powierzchni 5000 morgów za cenę 350 tys. złr.. Na przełomie XIX i XX wieku Józef Nowak był właścicielem ziemskim tamtejszych dóbr. Posiadał tam teren o powierzchni 963,5 ha.  Odnośnie do tego terenu miał miejsce spór prawny, rozstrzygnięty przez sąd na korzyść miasta Sanoka. Także na tym obszarze odbył się obóz skautowy, zorganizowany na areale przekazanym przez rodzinę Nowaków.
Był członkiem zwyczajnym Macierzy Szkolnej dla Księstwa Cieszyńskiego.
Jego żoną była Antonina z domu Wolińska (zm. 27 października 1928 w wieku 77 lat). Mieli dzieci: Romana Jana (1875-1939), Honoratę (od 1895 żona adwokata i burmistrza Jasła, dr. Andrzeja Pawłowskiego), Bronisławę (zm. 30 kwietnia 1895 w wieku 17 lat), Tadeusza (ur. 1880 lub 1881, zm. 1916), Wandę (zm. 12 lutego 1901 w wieku 19/20 lat), Annę (ur. 1887, żona Jana Słuszkiewicza), Eugeniusza (ur. ok. 1887, właściciel Łubna), Janinę Honoratę (1891–1977, która w 1913 została żoną dra Stanisława Domańskiego).
Zmarł 1 grudnia 1901 w Olchowcach w wieku 57 lat na serce. Został pochowany w głównej alei cmentarza przy ul. Rymanowskiej w Sanoku 3 grudnia 1901 po pogrzebie pod przewodnictwem sanockiego proboszcza ks. Bronisława Stasickiego. Nagrobek rodziny Nowaków, stylizowany na formę katafalku, wykonał prawdopodobnie krakowski rzeźbiarz Józef Kulesza.
Do końca istnienia II Rzeczypospolitej (1939) właścicielem dóbr Olchowce był Roman Nowak, zmarły już po wybuchu II wojny światowej jesienią 1939.